# عملية حدوة الحصان

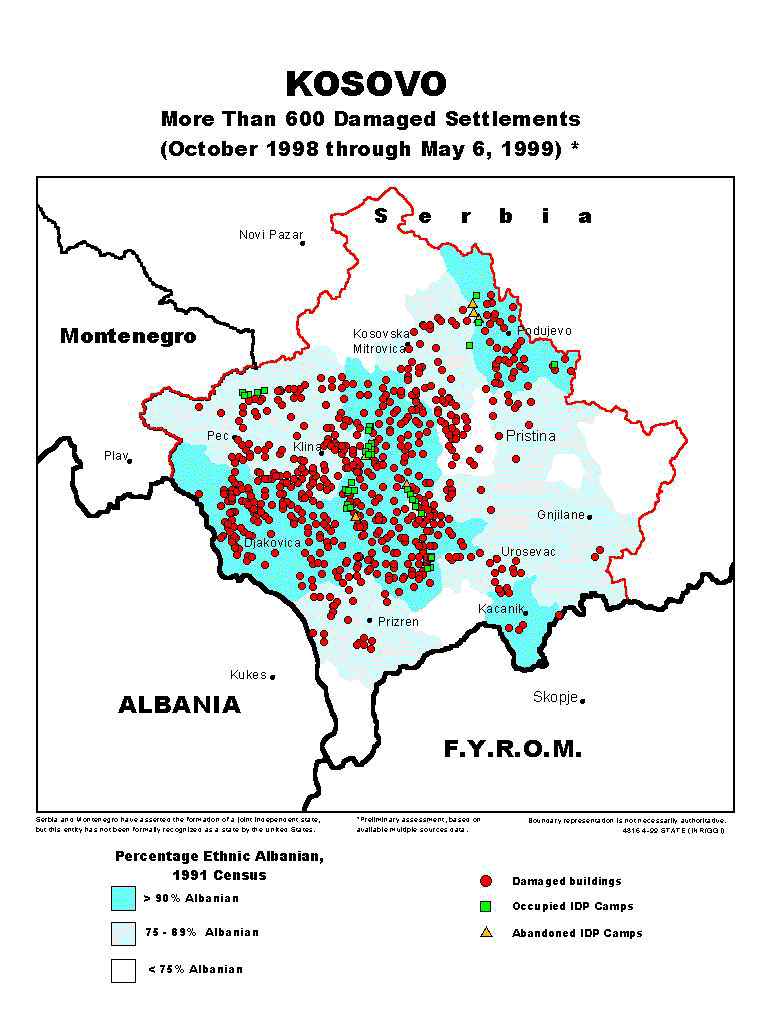
المُستوطنات الألبانية المتضررة في كوسوفو 1998-1999.

عملية حدوة الحصان (بالإنجليزية: Operation Horseshoe)‏ هي خُطة وعملية مزعومة سنة 1999        تمحورت حول التطهير العرقي للألبان في كوسوفو. كان من المقرر تنفيذ الخطة من قبل الشرطة الصربية وقُوات الجيش اليوغوسلافي. كانت التبريرات حول هاته الخُطة قيد التنفيذ هي قصف الناتو ليوغوسلافيا خلال حرب كوسوفو.
قالت هيومن رايتس ووتش إن الجيش اليوغوسلافي والشرطة الصربية «بطريقة منظمة، مع استخدام كبير لموارد الدولة»، شنوا حملة عنف واسعة النطاق ضد المدنيين الألبان لطردهم من كوسوفو وبالتالي الحفاظ على السيطرة السياسية لبلغراد على الإقليم. في عام 2011، صرحت وزيرة الخارجية البلغارية السابقة ناديجدا ميهايلوفا (نينسكي) خلال برنامج وثائقي تلفزيوني أن الحكومة البلغارية سلمت ألمانيا تقريرًا لم يتم التحقق منه، أعدته استخباراتُها العسكرية، «يُوضح» وجود خطة التطهير العرقي في كوسوفو، على الرغم من أن المخابرات العسكرية حذرت من أن هاته المعلومات لا يمكن التحقق منها.